# Sipanea glabrata
Sipanea glabrata är en måreväxtart som beskrevs av Herbert Fuller Wernham. Sipanea glabrata ingår i släktet Sipanea och familjen måreväxter. Inga underarter finns listade i Catalogue of Life.